# Antiguo cementerio de St James

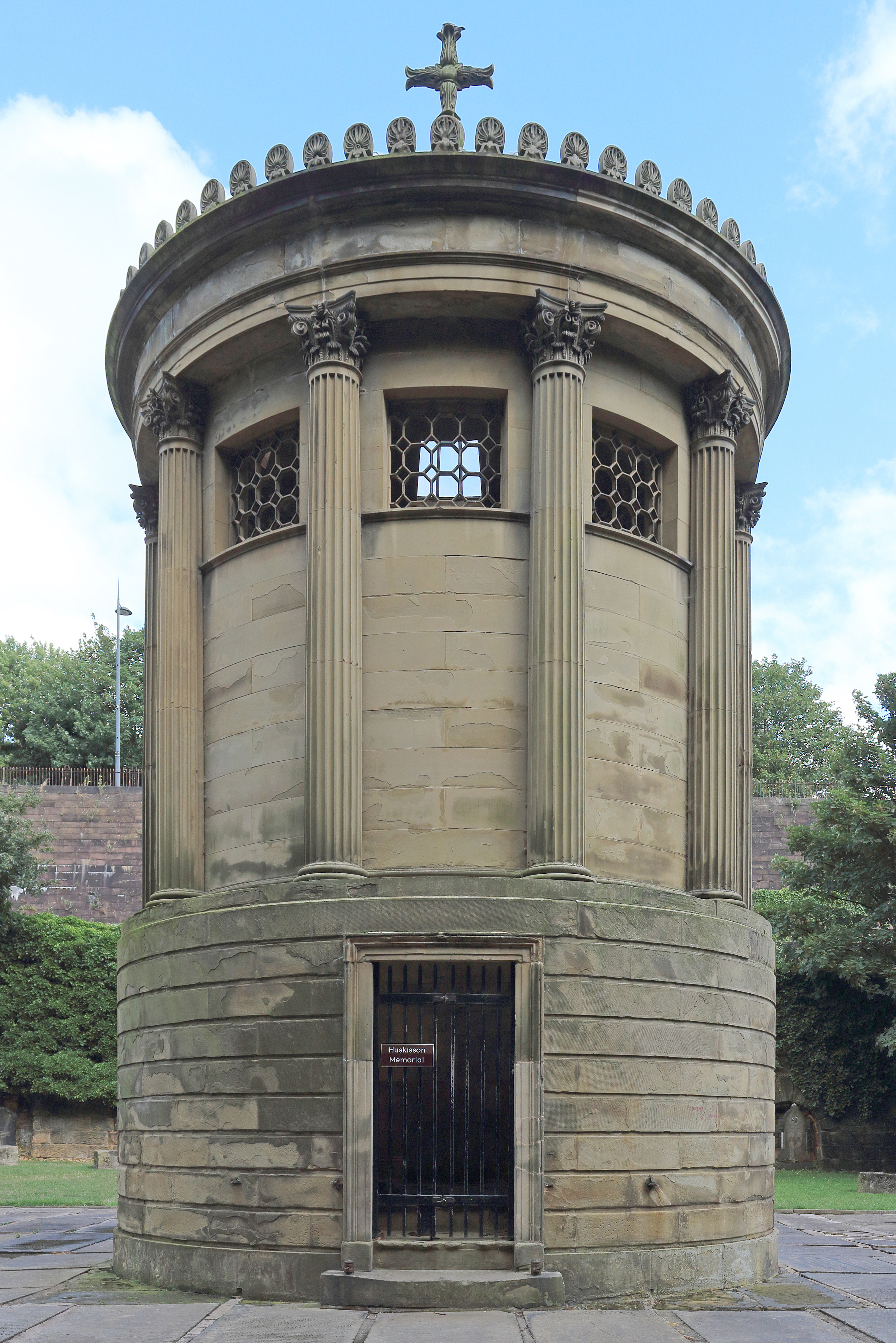
Monumento a Huskisson

El  cementerio de St James es un parque urbano situado detrás de la catedral de Liverpool que se encuentra por debajo del nivel del suelo. Hasta 1825 fue una cantera de piedra, y hasta 1936 se utilizó como cementerio de la ciudad de Liverpool. Es Parque Histórico de Grado I por Historic England .

## Historia
El funcionamiento del cementerio es anterior a la catedral, a la que no pertenece. La catedral, que comenzó a construirse en 1903, ocupa la mayor parte del afloramiento rocoso sobre el cementerio conocido como St James Mount (también conocido como Quarry Hill o Mount Zion) que en 1771 se estableció como el primer parque público de Liverpool.
El cementerio tiene dos entradas que están siempre abiertas. En el lado norte, un camino de piedra bordeado de lápidas recicladas desciende a través de un corto túnel entre el Oratorio y la entrada principal de la catedral. La entrada sur cerca de Upper Parliament Street es a través de un arco de piedra entre el Garden Lodge y los escalones que conducen al Monte. Entre los lugares de interés se incluyen el monumento a Huskisson, un manantial natural y un sistema de rampas anchas bordeadas de catacumbas. No hay acceso desde Hope Street .

## Cantera
La cantera comenzó a explotarse en el siglo XVI. La tunelación (la mayoría de galerías están hoy bloqueadas), probablemente se llevó a cabo en el siglo XVIII. En 1773, los trabajadores de la cantera descubrieron un manantial que todavía fluye hoy.
Había molinos de viento en funcionamiento en el borde de la cantera hasta la década de 1820.
Finalmente, la cantera se agotó en 1825.

## Cementerio
En 1826, el joven arquitecto John Foster Jr. recibió el encargo de diseñar y colocar un cementerio en la misma línea que el cementerio de Père Lachaise, París, con 20 000 libras esterlinas recaudadas mediante suscripción pública.

### Oratorio
En el terreno elevado del norte, Foster construyó el Oratorio sin ventanas al estilo de neogriego para acomodar los servicios funerarios antes de que se llevaran a cabo los entierros en el cementerio.
El edificio que hoy que rara vez está abierto al público, contiene varias estatuas monumentales recuperadas del cementerio. Una escultura de bronce de Tracey Emin encuentra frente al edificio y es visible a través de las puertas.
También había una casa para el sacerdote, de la que no queda rastro, en el lugar en el que hoy se levanta la catedral.

### Garden Lodge
Al sur, Foster construyó un arco monumental y una portería con la misma piedra. Después de años de ser utilizada como propiedad del ayuntamiento para sus trabajadores, fue rehabilitada como vivienda particular en 1997.

### Cementerio
El cementerio se cerró en 1936 después de 57 774 entierros y posteriormente cayó en mal estado.
El monumento sobre el lugar donde está enterrado William Huskisson se encuentra cerca del manantial.
El sargento Arthur Herbert Lindsay Richardson (1872-1932), condecorado con la Cruz Victoria, está enterrado aquí.

## Parque
El proyecto para convertir el cementerio en un parque se completó en 1972 después de limpiar la gran mayoría de las lápidas.